# Marvin Minsky
Marvin Lee Minsky (9 d'agost de 1927 - 24 de gener del 2016) fou un científic cognitiu dels Estats Units en el camp de la Intel·ligència artificial (IAI), cofundador del laboratori d'IA del Massachusetts Institute of Technology, i autor de diversos textos sobre la IA i filosofia. Va ser el convidat a l'acte de lliurament dels Premis UPC de Ciència-Ficció de 1991.

## Biografia
Marvin Lee Minsky va néixer a Nova York, on va assistir a l'Escola Fieldston i a la Bronx High School of Science. Més tard, va assistir a la Phillips Academy a Andover (Massachusetts). Va servir a la Marina dels EUA de 1944 a 1945. Té una llicenciatura en matemàtiques de la Universitat Harvard (1950) i un doctorat en matemàtiques de la Universitat de Princeton (1954). Ha estat al MIT des de 1958. El 1959, amb John McCarthy, va fundar el que avui es coneix com el Laboratori de Ciències de la Computació i Intel·ligència Artificial del MIT. Fins a la seva mort ocupà la plaça de professor Toshiba dels mitjans de comunicació i les ciències en l'Institut Tecnològic de Massachusetts (MIT).
Isaac Asimov descriu Minsky com una de les dues úniques persones a les quals podria admetre com a més intel·ligents que ell, i l'altre n'és Carl Sagan.
Les invencions de Minsky inclouen el casc amb visualització (Head-Mounted display) (1963) i el microscopi confocal, predecessor de l'avui àmpliament utilitzat Confocal laser scanning microscopy (en català, Microscòpia d'escaneig làser confocal). Va desenvolupar, amb Seymour Papert, la primera "tortuga de Logo". Minsky també va construir, el 1951, el primer simulador de xarxes neuronals, SNARC.
Minsky va escriure el llibre Perceptrons (amb Seymour Papert), que va esdevenir l'obra fundacional en l'anàlisi de la xarxa neuronal artificial. La seva crítica de la recerca poc rigorosa en el camp, ha estat indicada com a responsable de la desaparició virtual de la recerca acadèmica en xarxes neuronals artificials durant els anys 70, i ha contribuït al denominat "hivern de la IA". També va fundar diversos altres models d'IA. El seu llibre Un marc per a la representació del coneixement crea un nou paradigma en la programació. Mentre que el seu Perceptrons és ara, més aviat, un llibre històric, la teoria dels marcs és d'ús generalitzat.
Minsky va ser assessor en la pel·lícula 2001: una odissea de l'espai i és reconegut en la pel·lícula i en la novel·la.
A la dècada de 1970, en el laboratori d'Intel·ligència Artificial del MIT, Minsky i Seymour Papert varen començar a desenvolupar el que s'anomena La teoria de la societat de la ment. Aquesta teoria tracta d'explicar com el que anomenem intel·ligència podria ser un producte de la interacció de les parts no intel·ligents. Minsky diu que la major font d'idees sobre la teoria venia del seu treball en intentar crear una màquina que utilitza un braç robòtic, una càmera de vídeo i un ordinador per construir amb blocs dels nens. El 1986, Minsky va publicar The Society of Mind, un llibre complet sobre la teoria que, a diferència de la majoria dels seus treballs publicats amb anterioritat, va ser escrit per a una audiència general.
El novembre de 2006, Minsky va publicar The Emotion Machine, un llibre que critica moltes teories populars sobre com funciona la ment humana i hi suggereix teories alternatives, sovint reemplaçant idees simples amb d'altres de més complexes. Projectes recents del llibre estan disponibles gratuïtament en la seva pàgina web.

## Premis
Minsky va guanyar el Premi Turing el 1969, el Premi Japó el 1990, el Premi a l'Excel·lència IJCAI Investigació el 1991, i el Benjamin Franklin Medal del Franklin Institute el 2001. El 2006, va ser inclòs com a membre del Computer History Museum. El 2011, Minsky va ser inclòs per IEEE Intelligent Systems en el "Hall of Fame d'AI" per les "contribucions significatives en el camp de la intel·ligència artificial i dels sistemes intel·ligents".

## Obres seleccionades
- Neural Nets and the Brain Model Problem, Ph.D. dissertation, Princeton University, 1954. La primera publicació de teories i teoremes sobre l'aprenentatge en les xarxes neuronals, el reforç secundari, emmagatzematge dinàmic circulant i modificacions sinàptiques.
- Computation: Finite and Infinite Machines, Prentice-Hall, 1967. Un text estàndard en la informàtica.
- Semantic Information Processing, MIT Press, 1968. Aquesta col·lecció va tenir una forta influència en la moderna lingüística computacional.
- Perceptrons, with Seymour Papert, MIT Press, 1969 (Enlarged edition, 1988).
- Artificial Intelligence, with Seymour Papert, Univ. of Oregon Press, 1972. Out of print.
- Minsky's Frame System Theory, ACM, 1975, TINLAP '75 treball sobre temes teòrics en el processament del llenguatge natural.
- Communication with Alien Intelligence Arxivat 2010-03-17 a Wayback Machine., 1985.
- Robotics, Doubleday, 1986. Editat col·lecció d'assajos sobre la robòtica, amb introducció i Postscript per Minsky.
- The Society of Mind, Simon and Schuster, 1987. La primera descripció exhaustiva de la Societat de la teoria de la ment de l'estructura intel·lectual i el desenvolupament. Vegeu també The Society of Mind (CD-ROM version), Voyager, 1996.
- The Turing Option, with Harry Harrison, Warner Books, New York, 1992. Thriller de ciència-ficció sobre la construcció d'un robot superinteligent l'any 2023.
- The Emotion Machine[4] Simon and Schuster, novembre 2006. ISBN 0-7432-7663-9 (llibre disponible en línia a la seva pàgina d'inici del MIT; vegi baix).